# Lapis lazuli (尾崎亜美のアルバム)
『lapis lazuli』（ラピスラズリ）は、尾崎亜美のセルフカバー・アルバムで、初のバラード・セレクション。これまでに発表されたシングルやアルバムから選りすぐったバラード曲が収録されており、全曲に新たなアレンジが施され、ボーカルも全て歌い直されている。1988年2月21日にポニーキャニオンから発売された。

## 概要・背景
「バラード集を出したい」という思いが尾崎やスタッフの間にあり、オリジナル・アルバムを作る時には白い画用紙の上に色とりどりの曲を描くイメージで制作するが、本作はラピスラズリの色の画用紙に異なる色の曲を乗せていくというイメージで制作された。1978年の『STOP MOTION』以降、数作のアルバムを除いてほとんどの作詞・作曲・編曲を自身で手掛けてきた尾崎だが、本作では今剛と佐藤準の二人がアレンジを担当している。尾崎は「セルフカバーなので、この際信頼出来る人のやり方に乗ってみようと。自分のアレンジでもう一回やってもオリジナルに近くなってしまったりするので、新しい風を取り入れたいという気持ちもあって、他の人に任せたほうが良さそうと思ったんです。」と述べている。また、中にはアカペラの曲など歌うのに苦労したものもあったと言うが、本当に素敵なアレンジをして頂いて、とても良いものになったと振り返っている。
基本的なレコーディングは、前作『時間地図』と同時にロサンゼルスで行われており、演奏に参加したミュージシャンも同じ顔ぶれとなっている。ロサンゼルスに1か月以上滞在した後に帰国し、先に仕上げたアルバムが『時間地図』で、さらにじっくり時間をかけて制作したアルバムが本作である。
アルバムの最後に収められた唯一の新曲「星の降る街」は、元々デビュー当時からの長い付き合いである鈴木茂に提供した曲で、別のタイトルで発表される予定でレコーディングが進められていたが、諸般の事情により商品化には至っていない。ちなみにその曲は、鈴木が同時期にプロデュースを担当したイメージ・アルバム『Sunset LIGHT COCKTAIL －IN SUNSET HILLS HOTEL－』にインストゥルメンタル・バージョンで収録されている。
2014年1月にHQCDが紙ジャケット仕様で再発売された際には、オリジナル・アルバム未収録シングルの「悲しみはBEATに変えて ～Rise and Shine～」とB面曲「世界中の羊数えさせないで」がボーナス・トラックとして追加収録された。

## 収録曲

### LP / CT
| 全作詞・作曲: 尾崎亜美 (特記以外)。 |                                                        |                     |                     |        |      |
| #                                   | タイトル                                               | 作詞                | 作曲・編曲          | 編曲   | 時間 |
| 1.                                  | 「Tender Light」(作詞：J.Stanley - 日本語詞：尾崎亜美) | 尾崎亜美 (特記以外) | 尾崎亜美 (特記以外) | 今剛   | 4:16 |
| 2.                                  | 「夏の幻影」                                           | 尾崎亜美 (特記以外) | 尾崎亜美 (特記以外) | 今剛   | 5:23 |
| 3.                                  | 「漂流者へ」                                           | 尾崎亜美 (特記以外) | 尾崎亜美 (特記以外) | 佐藤準 | 5:17 |
| 4.                                  | 「小舟のように Loving you」                            | 尾崎亜美 (特記以外) | 尾崎亜美 (特記以外) | 佐藤準 | 4:27 |
| 5.                                  | 「身体に残るワイン」                                   | 尾崎亜美 (特記以外) | 尾崎亜美 (特記以外) | 佐藤準 | 4:55 |
| 合計時間:                           | 合計時間:                                              | 合計時間:           | 24:18               |        |      |

| 全作詞・作曲: 尾崎亜美。 |                              |           |            |        |      |
| #                        | タイトル                     | 作詞      | 作曲・編曲 | 編曲   | 時間 |
| 1.                       | 「オリビアを聴きながら」     | 尾崎亜美  | 尾崎亜美   | 今剛   | 3:37 |
| 2.                       | 「Judy」                     | 尾崎亜美  | 尾崎亜美   | 佐藤準 | 5:02 |
| 3.                       | 「遅すぎたメタモルフォーゼ」 | 尾崎亜美  | 尾崎亜美   | 佐藤準 | 5:16 |
| 4.                       | 「蒼夜曲 (セレナーデ)」      | 尾崎亜美  | 尾崎亜美   | 今剛   | 5:32 |
| 5.                       | 「星の降る街」               | 尾崎亜美  | 尾崎亜美   | 今剛   | 3:52 |
| 合計時間:                | 合計時間:                    | 合計時間: | 23:19      |        |      |

### CD
| 全作詞・作曲: 尾崎亜美 (特記以外)。 |                                                        |                     |                     |        |      |
| #                                   | タイトル                                               | 作詞                | 作曲・編曲          | 編曲   | 時間 |
| 1.                                  | 「Tender Light」(作詞：J.Stanley - 日本語詞：尾崎亜美) | 尾崎亜美 (特記以外) | 尾崎亜美 (特記以外) | 今剛   | 4:16 |
| 2.                                  | 「夏の幻影」                                           | 尾崎亜美 (特記以外) | 尾崎亜美 (特記以外) | 今剛   | 5:23 |
| 3.                                  | 「漂流者へ」                                           | 尾崎亜美 (特記以外) | 尾崎亜美 (特記以外) | 佐藤準 | 5:17 |
| 4.                                  | 「小舟のように Loving you」                            | 尾崎亜美 (特記以外) | 尾崎亜美 (特記以外) | 佐藤準 | 4:27 |
| 5.                                  | 「身体に残るワイン」                                   | 尾崎亜美 (特記以外) | 尾崎亜美 (特記以外) | 佐藤準 | 4:55 |
| 6.                                  | 「オリビアを聴きながら」                               | 尾崎亜美 (特記以外) | 尾崎亜美 (特記以外) | 今剛   | 3:37 |
| 7.                                  | 「Judy」                                               | 尾崎亜美 (特記以外) | 尾崎亜美 (特記以外) | 佐藤準 | 5:02 |
| 8.                                  | 「遅すぎたメタモルフォーゼ」                           | 尾崎亜美 (特記以外) | 尾崎亜美 (特記以外) | 佐藤準 | 5:16 |
| 9.                                  | 「蒼夜曲 (セレナーデ)」                                | 尾崎亜美 (特記以外) | 尾崎亜美 (特記以外) | 今剛   | 5:32 |
| 10.                                 | 「星の降る街」                                         | 尾崎亜美 (特記以外) | 尾崎亜美 (特記以外) | 今剛   | 3:52 |
| 合計時間:                           | 合計時間:                                              | 合計時間:           | 47:37               |        |      |

| 全作詞・作曲: 尾崎亜美 (特記以外)、全編曲: 尾崎亜美。 |                                             |                     |                     |      |
| #                                                     | タイトル                                    | 作詞                | 作曲・編曲          | 時間 |
| 11.                                                   | 「悲しみはBEATに変えて ～Rise and Shine～」 | 尾崎亜美 (特記以外) | 尾崎亜美 (特記以外) | 5:00 |
| 12.                                                   | 「世界中の羊数えさせないで」(作詞：夏目純)  | 尾崎亜美 (特記以外) | 尾崎亜美 (特記以外) | 3:37 |

## 原曲の収録作品
| 曲名                     | 収録アルバム       | オリジナル                                    |
| ------------------------ | ------------------ | --------------------------------------------- |
| Tender Light             | 『MIRACLE』        | シングル「愛に恋 Love Is Gonna Get You」B面曲 |
| 夏の幻影                 | 『POINTS-2』       | 松田聖子への提供曲                            |
| 漂流者へ                 | 『Shot』           | 髙橋真梨子への提供曲                          |
| 小舟のように Loving you  | 『MIRACLE』        |                                               |
| 身体に残るワイン         | 『HOT BABY』       |                                               |
| オリビアを聴きながら     | 『MERIDIAN-MELON』 | 杏里への提供曲                                |
| Judy                     | 『PLASTIC GARDEN』 | 1984年9月発売のシングル表題曲                 |
| 遅すぎたメタモルフォーゼ | 『10番目のミュー』 |                                               |
| 蒼夜曲 (セレナーデ)      | 『HOT BABY』       | 1980年11月発売のシングル表題曲                |
| 星の降る街               |                    | 新曲                                          |

## 関連作品
- 「オリビアを聴きながら」 - 杏里のデビューシングル。
- 『The 9th Wave』 - 松田聖子のアルバム。「夏の幻影」を収録。

## 参考資料
- 『Lapis lazuli』（紙ジャケット再発盤・ライナーノーツ）ポニーキャニオン、2014年1月15日。PCCA-50178。
- 長井英治:監修『日本の女性シンガー・ソングライター』シンコーミュージック・エンタテイメント〈ディスク・コレクション〉、2013年4月。ISBN 978-4401638048。